# The End of the Game (film)
The End of the Game est un film américain réalisé par Robin Lehman (en) et sorti en 1975.
Il a remporté l'Oscar du meilleur court métrage documentaire en 1976. Filmé au Kenya, en Tanzanie et au Zaïre, c'est un documentaire sans narration.

## Synopsis
En Afrique, à l'aube, des nuages d'orage s'accumulent. Des animaux de la savane chassent et s'ébattent. Un coup de feu retentit, et les animaux disparaissent un par un.

## Fiche technique
- Réalisation : Robin Lehman
- Producteurs : Robin Lehman, Claire Wilbur (en)
- Production : Opus films
- Durée : 29 minutes